# Mansour Faye
Amadou Mansour Faye, né le 16 mai 1965, est un homme politique sénégalais, ministre des Infrastructures, des Transports terrestres et du Désenclavement de 2020 à 2024 et maire de la ville de Saint-Louis.

## Biographie
Mansour Faye est diplômé en génie mécanique à l'ENSUT (IUT de l'École supérieure polytechnique de Dakar) de Dakar, et à l'Institut national des sciences appliquées de Toulouse. Il est le frère de la Première dame Marième Faye Sall.
Il est sous les critiques de la Cour des comptes, ce qui entraîne des appels à sa démission de la part de l'opposition en 2023.
En mai 2025, Mansour Fate est inculpé pour complicité de détournement de deniers publics, est également placé sous mandat de dépôt.

## Détail des mandats
- 2014-2019 : ministre de l’Hydraulique et de l’Assainissement
- 2019-2020 : ministre du Développement communautaire, de l'Équité sociale et territoriale
- 2020-2024 : ministre des Infrastructures, des Transports terrestres et du Désenclavement
- depuis 2014 : maire de Saint-Louis[4],[5], réélu en 2022.